# Boćki
Pour la gmina, voir Boćki (gmina).
Boćki est un village de Pologne, situé dans la gmina de Boćki (dont elle est le siège), dans le Powiat de Bielsk Podlaski, dans la voïvodie de Podlachie.
Selon le recenssement de la commune de 1921, ont habité dans le village 1.719 personnes, dont 744 étaient catholiques, 239 orthodoxes, 11 évangélique, et 725 judaïques. Parallèlement, 1.0656 habitants ont déclaré avoir la nationalité polonaise, 44 la nationalité biélorusse, 2 la nationalité russe et 608 la nationalité juive. Dans le village, il y avait 305 bâtiments habitables.

## Source
- (en) Cet article est partiellement ou en totalité issu de l’article de Wikipédia en anglais intitulé « Boćki » (voir la liste des auteurs).